# 科洛封
科洛封（英語：Colophon，/ˈkɒləfɒn/）是伊奥尼亚的一座古城。这座城市可能是伊奥尼亚联盟最古老的十二座城市之一。它古时坐落于勒比都（向西120斯塔狄亚处）与以弗所（向南70斯塔狄亚处）之间。今日城市遗址在土耳其伊兹密尔省，Menderes区，Değirmendere Fev镇以南。